# The Serpent's Egg
The Serpent's Egg četvrti je studijski album australsko-britanske skupine Dead Can Dance. Diskografska kuća 4AD objavila ga je 24. listopada 1988. godine.

## O albumu
Posljednji je album Dead Can Dancea koji su Brendan Perry i Lisa Gerrard snimili dok su još bili u ljubavnoj vezi. Veći dio albuma snimljen je u području Londona pod imenom Isle of Dogs.
Perry je o nazivu albuma izjavio: "U mnogim fotografijama Zemlje iz zraka, ako na nju gledate kao na ogromni organizam – makrokozmos – možete vidjeti da priroda životne sile, vode, putuje na zmijolik način".

## Popis pjesama
Tekstovi i glazba: Brendan Perry i Lisa Gerrard. 
| 1.    | »The Host of Seraphim«                               | 6:18 |
| 2.    | »Orbis de Ignis«                                     | 1:35 |
| 3.    | »Severance«                                          | 3:22 |
| 4.    | »The Writing on My Father's Hand«                    | 3:50 |
| 5.    | »In the Kingdom of the Blind the One-Eyed Are Kings« | 4:12 |
| 6.    | »Chant of the Paladin«                               | 3:48 |
| 7.    | »Song of Sophia«                                     | 1:24 |
| 8.    | »Echolalia«                                          | 1:17 |
| 9.    | »Mother Tongue«                                      | 5:16 |
| 10.   | »Ullyses«                                            | 5:09 |
| 36:15 |                                                      |      |

## Recenzije
U retrospektivnoj je recenziji Ned Raggett iz AllMusica izjavio: "Perry i Gerrard nastavljaju eksperimentirati i poboljšavaju svoj zvuk na The Serpent's Eggu, koji je jednako velik korak unaprijed kao što je Spleen and Ideal bio nekoliko godina ranije". Posebno je pohvalio uvodnu skladbu "The Host of Seraphim", koju je nazvao "tako izvanredno dobrom da je gotovo jedina reakcija na nju posvemašnje strahopoštovanje".
Na mrežnom mjestu Sputnikmusic album je dobio ocjenu 4,5 od 5, a recenzent je izjavio: "Uobičajeno "povuci-potegni" između utjecaja sa Zapada i Istoka na albumima DCD-a ovdje završava pomirbom jer se izravni utjecaji odbacuju i stvara se vlastiti identitet."

## Nasljeđe
Elektronički duo The Chemical Brothers poslužio se semplom pjesme "Song of Sophia" u svojoj "Song to the Siren" na albumu Exit Planet Dust. Reper G Herbo semplirao je "The Host of Seraphim" u pjesmi "4 Minutes of Hell, Part 3" na svojem uratku Welcome to Fazoland.
Death metal grupa Cattle Decapitation obradila je pjesmu "In the Kingdom of the Blind the One-Eyed Are Kings"; ta se inačica pojavila kao bonus pjesma na njezinu uratku Death Atlas iz 2019. godine.

## U popularnoj kulturi
"The Host of Seraphim" pojavila se u dokumentarnom filmu Baraka iz 1992. godine, traileru za film Zemlja junaka, u zaslugama filma Magla i u filmu Lords of Chaos iz 2018. godine.
Kratki ulomak iz skladbe "Ullyses" koristio se kao pozadinska glazba za epizodu BBC-jevog Horizona "Hunt for the Doomsday Asteroid" u veljači 1994. godine; izvorno je prikazivana prije predviđenog sudara kometa Shoemaker-Levy 9 s planetom Jupiterom u srpnju te godine.

## Zasluge
| Dead Can Dance - Lisa Gerrard – vokali, produkcija, vergl - Brendan Perry – vokali, produkcija Ostalo osoblje - John A. Rivers – produkcija (na pjesmama 1, 2, 7 i 10) - Vaughan Oliver – omot albuma | Dodatni glazbenici - David Navarro Sust – vokali - Alison Harling – violina - Rebecca Jackson – violina - Sarah Buckley – viola - Andrew Beesley – viola - Tony Gamage – violončelo |